# پریچهر
پریچهر نام فیلمی به کارگردانی فضل‌الله بایگان و محصول سال ۱۳۳۰ است.

## خلاصهٔ داستان
پریچهر پس از مدت‌ها سرانجام با مرد محبوبش ازدواج می‌کند، ولی به زودی بنای ناسازگاری با همسرش را می‌گذارد. همسرش بدرفتاری‌های پریچهر را به خاطر عشقی که به او دارد، تحمل می‌کند؛ با این حال به زودی پریچهر در پی عشق یک جوان کولی او را ترک می‌کند. بعد از این واقعه، همسر پریچهر برای به دست آوردنش تلاش می‌کند ولی موفق نمی‌شود.